# 4080 Galinskij
A 4080 Galinskij (ideiglenes jelöléssel 1983 PW) a Naprendszer kisbolygóövében található aszteroida. Ljudmila Georgijevna Karacskina fedezte fel 1983. augusztus 4-én.